# 아서 M. 새클러 갤러리

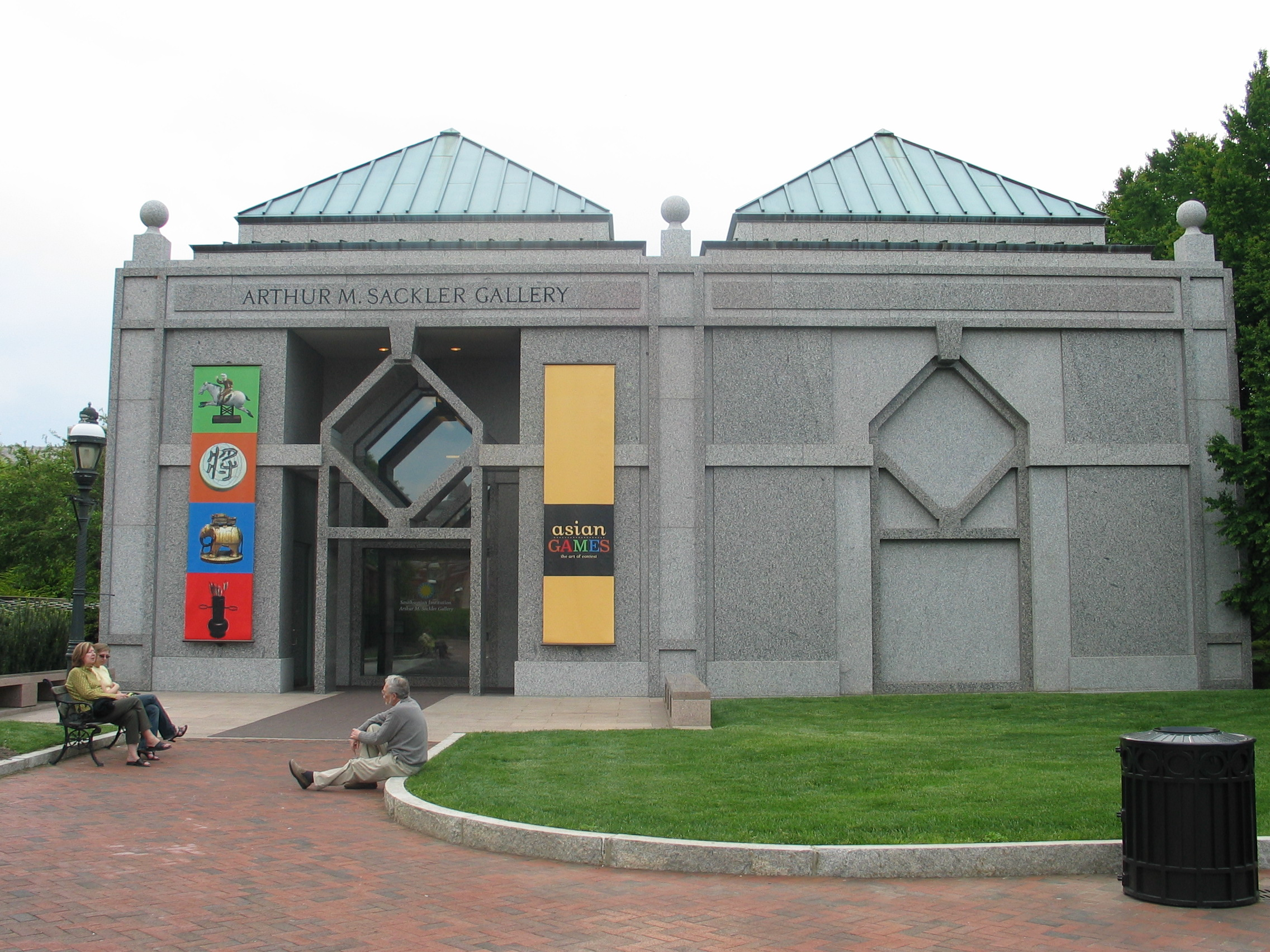
아서 M. 새클러 갤러리

아서 M. 새클러 갤러리(Arthur M. Sackler Gallery)은 미국 워싱턴 D.C.에 위치한 미술관이다. 수도 중심의 내셔널 몰에 있으며, 스미스소니언 협회가 관리, 운영하는 박물관 중 하나이다. 지하 통로로 프리어 미술관, 국립 아프리카 미술관과 연결되어 있다. 아시아 미술품들을 주로 전시하고 있다.